# Pseudhormathia bocki
Pseudhormathia bocki is een zeeanemonensoort uit de familie Condylanthidae.
De wetenschappelijke naam van de soort werd in 1943 gepubliceerd door Carlgren.